# Mijo Milas
Mijo Milas (Zmijavci, 29. rujna 1938. – Split, 15. lipnja 2017.), bio je hrvatski psihijatar. 

## Životopis
Mijo Milas rođen je u Zmijavcima 1938. godine. Rođen je u težačkoj obitelji. Osnovnu školu pohađao je u Zmijavcima a gimnaziju u Imotskome. Diplomirao je na Medicinskom fakultetu u Zagrebu gdje je završio i specijalizaciju iz neuropsihologije. Doktorirao je na Medicinskom fakultetu u Rijeci. Bio je sveučilišni docent na Medicinskom fakultetu u Splitu.
Osim po svojem medicinskom radu, poznat je po svojim radovima o Asanaginici i hrvatskom hajduku Andrijici Šimiću. Pisao je također o svjetski poznatom hrvatskom atleti Anti Tomaševiću. Bavio se je i sovjetskim junakom, rođenjem Hrvatom Tomom Aleksom Dundićem. Među zanimljive podatke o Asanaginici do kojih je Milas došao spoznajama iz psihijatrijske struke je iz toga da je tu pjesmu spjevala kršćanka odnosno da sama balada pripada hrvatskom katoličkom puku iz Zabiokovlja.
Njegovom zaslugom postavljene su na zapadnim obroncima imotskoga Modrog jezera edukativne ploče na šest svjetskih jezika gdje su i početni stihovi Asanaginice, a platio je i za spomen-ploču imotskome ustaniku Martinu Pavloviću Zažapcu vođi ustanka protiv Napoleona 1809. godine.
Bio je suradnikom časopisa ogranaka Matice hrvatske: Cetinska vrila (Sinj) i Hrvatska obzorja (Split). Pisao je i objavljivao članke u lokalnim i nacinalnim listovima (Imotska krajina, Slobodna Dalmacija, Hrvatski tjednik, 7Dnevno).
Umro je u Splitu 15. lipnja 2017. godine, a pokopan je 17. lipnja 2017. godine na mjesnom groblju u Zmijavcima.

## Djela
- Hajduk Andrijica Šimić: tekst i pjesma, Zagreb, 1972.
- Asan-aginičin zavičaj: povijesno-kulturni kontekst narodne balade, Imotski, 1981.
- Hrvatski junak i svjetski atleta Ante Tomašević, Split, 1990.
- Hrvatski narodni junak hajduk Andrijica Šimić, Split, 1996.
- Asanaginičina domovina, Split, 2011.
- Hajdučka legenda Andrija Šimić, Split 2015.
- Junačke narodne pjesme o Petru Mrkonjiću, Imotski, 2017. (prir.)[1]

## Vanjske poveznice
- Slobodna Dalmacija U 80. godini preminuo Mijo Milas, poznati psihijatar i vječni zaljubljenik u svoju Imotsku krajinu
- Slobodna Dalmacija Životna priča poznatoga splitskog psihijatra iz Imotskog, Mije Milasa: nekad je bio i kaskader, a danas, u 80. godini vještači kriminalce, ali i povijesne ličnosti